# ژه (بلژیک)
شهر ژه (به فرانسوی: Geer) در شهرستان ورم (بلژیک)  در استان لیئژ  در منطقه فدرال والوون در کشور بلژیک واقع شده‌است.